# Глуниайрн (король Дублина)
Глуниарайн мак Амлайб (Йаркне Олафссон; древненорв. Járnkné Óláfsson, ирл. Glúniairn mac Amlaíb; убит в 989 году) — скандинавский король Дублина из династии Уи Имар (980—989), старший сын и преемник дублинского короля Олава III Кварана.

## Биография
Глуниарайн был единственным сыном дублинского короля Олава Кварана (945—947, 952—980) от первого брака. Его матерью была ирландская принцесса Доннлайт, дочь короля Айлеха Муйрхертаха мак Нейлла и вдова короля Миде Доннхада Донна (ум. 952).
В 980 году король Дублина Олав Кваран потерпел поражение в битве при Таре от нового верховного ирландского короля Маэлсехнайлла мак Домнайлла, отрекся от престола и удалился в монастырь на острове Айона, где вскоре скончался. Глуниарайн и Маэлсехнайлл мак Домнайлл были сводными братьями и сыновьями Доннлайт, сестры предыдущего верховного короля Ирландии Домналла Уа Нейлла. После победы в битве при Таре Маэлсехнайлл мак Домнайлл захватил и подчинил своей власти Дублин, назначив королём своего сводного брата Глуниарайна в качестве своего ставленника. Маэлсехнайлл мак Домнайлл освободил в Дублине многих ирландских пленников и заложников, в том числе Домналла Клоэна, короля Лейнстера.
Вполне вероятно, что Глуниайран, получив поддержку верховного короля Ирландии, смог удержать власть в Дублине в течение 980-х годов от претензий своих сводных братьев. В 983 году король Уотерфорда Ивар, дальний родственник Глуниайрана, в союзе с королём Лейнстера Домналлом Клоэном (978—984) выступил против верховного короля Ирландии и короля Миде Маэлсехнайлла мак Домнайлла. Между противниками произошла битва, во время которой на стороне верховного короля Маэлсехнайлла мак Домнайлла сражался дублинский король Глуниарайн (980—989). Домналл Клоэн и Ивар потерпели поражение. В сражении погиб Гилла Патрайк, сын Ивара. После победы верховный король Маэлсехнайлл мак Домнайлл опустошил королевство Лейнстер.
В 989 году дублинский король Глуниайран был убит собственным рабом. Хроники скоттов сообщали, что имя его убийцы Колбан. Бенджамин Хадсон предполагал, что смерть Глуниайрана была результатом фракционной борьбы в Дублине. Хроники передают, что после гибели Глуниайрана верховный ирландский король Маэлсехнайлл мак Домнайлл напал на Дублин, подавив сопротивление викингов. Он потребовал и получил денежную компенсацию за убийство своего родственника. Точно неизвестно, что Глуниайрану наследовал его сводный брат Ситрик Шёлковая Борода, или конкурирующий король Ивар Уотерфордский (ум. 1000).
У Глуниайрана была сестра Рагнхильд, которая стала женой сына прежнего верховного короля Ирландии Конгалаха Кногбы. Сын Глуниайрана Гилла Киарайн погиб в 1014 году в битве при Клонтарфе. У него также, возможно, был второй сын Ситрик, который убил Гофрайда, сына Ситрика Шелковая Борода, в Уэльсе в 1036 году. Этот Ситрик, возможно, был отцом Гофрайда (ум. ок. 1070), короля острова Мэна, который предоставил убежище Годреду Кровану. У Гофрайда был сын Фингал, который наследовал ему на королевском троне Мэна и скончался в 1079 году. Некоторые исследователи считают, что сыном Фингала также был Макк Конгайл, который правил в королевстве Риннс в Галлоуэе (ум. 1093).